# Anchoviella brevirostris
Anchoviella brevirostris е вид лъчеперка от семейство Engraulidae. Видът не е застрашен от изчезване.

## Разпространение и местообитание
Разпространен е в Бразилия (Триндади и Мартин Вас), Венецуела, Гвиана, Суринам и Френска Гвиана.
Среща се на дълбочина от 1 до 50 m.

## Описание
На дължина достигат до 9 cm.